# Barbara Newhall Follett
Pour les articles homonymes, voir Newhall et Follett.
Barbara Newhall Follett (4 mars 1914 - disparue le 7 décembre 1939) est une romancière américaine considérée comme une enfant prodige. Son premier roman, The House Without Windows, est publié en janvier 1927, alors qu'elle a douze ans. Son second roman, The Voyage of the Norman D., publié alors qu'elle a 14 ans, est salué par la critique.
En décembre 1939, à l'âge de 25 ans, elle quitte son appartement et disparaît.

## Carrière
Follett est la fille du critique et éditeur Wilson Follett (en) et de l'écrivaine pour enfants Helen Thomas Follett. Elle est scolarisée à domicile et écrit de la poésie dès l'âge de quatre ans. À huit ans, en 1922, elle créé la planète Farksolia, ainsi que la langue de celle-ci, le farksoo.
En 1923, alors que Barbara n'a que huit ans, elle commence à rédiger The House Without Windows comme cadeau d'anniversaire pour sa mère sur la petite machine à écrire portable qu'elle utilise. Bien que son manuscrit ait brûlé plus tard cette année-là dans l'incendie de la maison, elle réécrit de tête toute l'histoire et son père, Wilson Follett, rédacteur en chef chez la maison d'édition Knopf, en supervise la publication en 1927. L'ouvrage est acclamé par la critique dont The New York Times, le Saturday Review et HL Mencken,. La romancière Eleanor Farjeon écrit quant à elle : « Je ne sais pas comment appeler ce livre, sinon un miracle ». Elle écrit également de nombreux poèmes durant cette période. Son second roman, The Voyage of the Norman D., est basé sur son expérience sur une goélette côtière en Nouvelle-Écosse. Il est publié un an plus tard, en 1928. Encore une fois, il est salué par la critique dans de nombreuses publications littéraires.
Cependant, la même année, son père abandonne sa mère pour une autre femme. L’événement dévastateur pour Follett, qui est profondément attachée à son père. Sa mère l'emmène fait une croisière aux Caraïbes pour lui changer les idées, et mère et fille finissent pas faire de leur voyage un livre : Magical Portholes.
Par la suite, sa famille connaît des moments difficiles. À l’âge de 16 ans, à cause de la Grande Dépression, Follett doit mettre de côté l'écriture et commence à travailler comme secrétaire à New York,.
Follett a écrit plusieurs autres manuscrits, y compris la nouvelle Lost Island et Travels Without a Donkey, un récit de voyage.

## Disparition
À la fin de 1933, Follett épouse Nickerson Rogers. Le couple parcours l'Europe et les États-Unis avant de s'installer à Brookline, dans le Massachusetts. Le mariage est initialement heureux, mais Follett finit par croire que Rogers lui est infidèle et tombe en dépression. Selon son mari, le 7 décembre 1939, Follett quitte leur appartement après une dispute avec 30 $ en poche (528 $ en 2017). Elle n'a jamais été revue depuis.
Rogers ne signale pas la disparition de sa femme à la police pendant deux semaines, affirmant qu'il attendait son retour. Quatre mois après avoir informé la police, il demande qu'un bulletin concernant les personnes disparues soit publié. Le bulletin étant publié sous le pseudonyme "Rogers" et non "Follett", il passe largement inaperçu dans les médias, qui n’apprennent sa disparition qu’en 1966.
En 1952, treize ans après la disparition de Follett, sa mère Helen insiste pour que la police de Brookline enquête plus en profondeur sur l'affaire. Helen Follett se méfie de Nickerson Rogers après avoir découvert qu'il avait fait peu d'efforts pour retrouver sa femme. Helen Follett écrit dans une lettre à Rogers : « Tout ce silence de ta part semble indiquer que tu as quelque chose à cacher concernant la disparition de Barbara... Tu ne peux pas croire que je resterai les bras croisés au cours de mes dernières années sans faire aucun effort. Je veux savoir si Bar est vivante ou morte, si elle est peut-être dans une institution souffrant d’amnésie ou de dépression nerveuse »
Le corps de Follett n'a jamais été retrouvé et aucune preuve indiquant ou excluant un acte criminel n'a jamais été produite. La date et les circonstances de sa mort n'ont jamais été établies.

## Lectures complémentaires
- (en) Harold Grier McCurdy, Barbara : The Unconscious Autobiography of a Child Genius, Chapel Hill, University of North Carolina, 1966 (ISBN 978-0-8078-0989-1)
- (en) Wood, « Who Writes and Who Is Written?: Barbara Newhall Follett and Typing the Natural Child », Children's Literature, Project Muse, vol. 23, no 1,‎ 1995, p. 45–46 (DOI 10.1353/chl.0.0184)
- (en) Stefan Cooke, Barbara Newhall Follett : A Life in Letters, Somerville, MA, Farksolia, 2015, 638 p. (ISBN 978-0-9962431-1-7)
- (en) Hulbert, Ann, Off the Charts : The Hidden Lives and Lessons of American Child Prodigies, New York, Knopf, 2018, 400 p. (ISBN 978-1-101-94729-6)
- (en) Smith, Laura, The Art of Vanishing : A Memoir of Wanderlust, New York, Viking, 2018, 272 p. (ISBN 978-0-399-56358-4), p. 272